# Asson
Asson település Franciaországban, Pyrénées-Atlantiques megyében. Lakosainak száma 1997 fő (2022. január 1.). Asson Arros-de-Nay, Arthez-d’Asson, Bruges-Capbis-Mifaget, Ferrières, Igon, Lestelle-Bétharram, Louvie-Juzon, Nay, Saint-Pé-de-Bigorre és Salles községekkel határos.

## Népesség
A település népességének változása:
| Lakosok száma | 2000 | 2047 | 2060 | 2088 | 2031 | 2018 | 2004 | 1998 | 1999 | 1997 |
|               | 2010 | 2013 | 2015 | 2016 | 2017 | 2018 | 2019 | 2020 | 2021 | 2022 |